# Samtgemeinde
Una Samtgemeinde (en español, conjunto de comunas) es una forma de mancomunidad territorial de Gemeinden, cuya relación es de naturaleza puramente administrativa. Esta agrupación es característica del estado federado de Baja Sajonia. No es del todo equiparable con la mancomunidad en España, aunque existen ciertos paralelismos entre los dos conceptos. Se puede traducir en español como "comunas asociadas".
En otros estados federados existen entidades paralelas con el nombre de Gemeindeverband, que en algunos modelos incluyen también un municipio, en cuyo caso forman juntas un Amt.